# Удалённый мониторинг и управление
Удалённый мониторинг и управление (англ. Remote monitoring and management, RMM) — удалённый мониторинг и управление ИТ-системами, такими как сетевые устройства, настольные компьютеры, серверы и мобильные устройства, с помощью локально установленных программных агентов, к которым может обратиться поставщик услуг управления. 
Функции включают в себя возможность:
- установить новое или обновить уже присутствующее программное обеспечение удалённо (включая изменения конфигурации);
- обнаруживать новые устройства и автоматически устанавливать агент RMM и настраивать устройство;
- наблюдать за устройствами и программным обеспечением, измерение производительности и диагностика;
- выполнять оповещения и предоставлять отчёты и информационные панели.

Является эффективным решением для мониторинга, которое позволяет системным администраторам управлять и контролировать несколько единиц оборудования с одной централизованной консоли.